# ایمانول کرال
ایمانول کرال (انگلیسی: Imanol Corral؛ زادهٔ ۱۹ مارس ۱۹۹۴) بازیکن فوتبال اهل اسپانیا است.
از باشگاه‌هایی که در آن بازی کرده‌است می‌توان به باشگاه فوتبال ایبار اشاره کرد.